# Тавернола-Бергамаска
Тавернола-Бергамаска, Тавернола-Берґамаска (італ. Tavernola Bergamasca) — муніципалітет в Італії, у регіоні Ломбардія, провінція Бергамо.
Тавернола-Бергамаска розташована на відстані близько 470 км на північний захід від Рима, 75 км на північний схід від Мілана, 30 км на схід від Бергамо.
Населення — 2119 осіб (2014).
Щорічний фестиваль відбувається 2 липня. Покровитель — Santa Maria Maddalena.

## Демографія
Населення за роками:

Станом на 1 січня 2023 року в муніципалітеті офіційно проживало 55 іноземців з 19 країн, серед них 11 громадян країн Євросоюзу та 6 громадян України.

## Сусідні муніципалітети
- Ізео
- Монте-Ізола
- Парцаніка
- Предоре
- Віголо